# SPADE (MONKEY MAJIKのアルバム)
『SPADE』（スペード）は、日本のポップ・ロックバンド、MONKEY MAJIKのファーストアルバム。

## 概要
- MONKEY MAJIK初のオリジナル・アルバム。
- タワーレコード仙台店にて13週連続売り上げ1位、年間売り上げ1位を記録[1]。
- 前作『TIRED』より2曲収録。

## 収録曲
1. 5.30
2. i like pop
3. wait
4. すぐちかく
5. political believer
6. and i
7. 靴の音
8. monica
9. フミダスチカラ
10. don't you cry
11. 風来